# آن استرسور
آن استرسور (فرانسوی: Anne Strésor‎; ۲۳ ژانویهٔ ۱۶۵۱ – ۱ ژانویهٔ ۱۷۱۳) نقاش زن اهل فرانسه بود. وی عضو آکادمی سلطنتی نقاشی و مجسمه‌سازی بود اما بعدها راهبه شد.